# Osage County (Kansas)
Osage County is een county in de Amerikaanse staat Kansas.
De county heeft een landoppervlakte van 1.822 km² en telt 16.712 inwoners (volkstelling 2000). De hoofdplaats is Lyndon.

## Bevolkingsontwikkeling

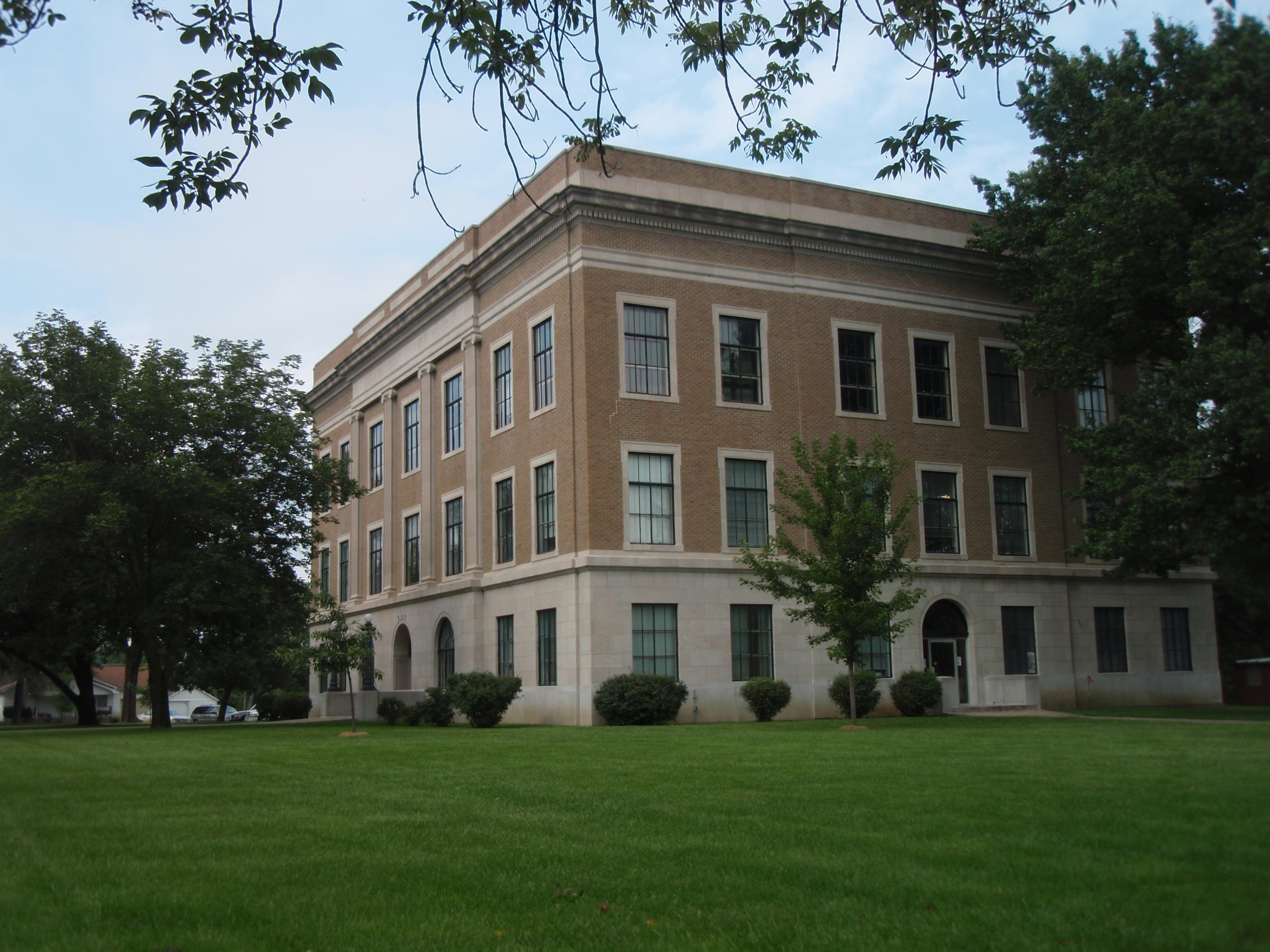
Osage County Courthouse